# Kōtoku-Linie
| Kōtoku-Linie                                                              | Kōtoku-Linie            |
| ------------------------------------------------------------------------- | ----------------------- |
| Ein Nahverkehrszug fährt über den Fluss Kasuga mit Yashima im Hintergrund |                         |
| Streckenverlauf                                                           |                         |
| Streckenlänge:                                                            | 74,5 km                 |
| Spurweite:                                                                | 1067 mm (Kapspur)       |
|                                                                           |                         |
| Gesellschaft:                                                             | Shikoku Railway Company |

Die Kōtoku-Linie (japanisch 高徳線, Kōtoku-sen) ist eine 75 Kilometer lange Eisenbahnstrecke im nordöstlichen Teil der japanischen Insel Shikoku, die von der Shikoku Railway Company (JR Shikoku) betrieben wird. Sie verbindet die Hauptstädte der Präfekturen Kagawa (Takamatsu) und Tokushima (Tokushima).
Sanuki, der Name einer historischen Provinz Japans, die der heutigen Kagawa-Präfektur vorausgegangen ist, taucht noch in einigen Namen der Bahnhöfe der Strecke auf.

## Geschichte
Der erste Teil der heutigen Kōtoku-Linie, der von Tokushima Railway gebaut wurde und der den Abschnitt von Sako bis nach Tokushima ausmacht, wurde am 16. Februar 1899 eröffnet. Dieses Unternehmen wurde 1907 verstaatlicht. 1916 öffnete die Awa Electric Railway eine neue Strecke von Nakahara nach Naruto, inklusive der Teilstrecke von Yoshinari nach Ikenotani, die heutzutage auch Teil der Kōtoku-Linie ist. Der Abschnitt von Takamatsu nach Hikida wurde zwischen 1925 und 1928 von der damaligen Japanischen Staatsbahn eröffnet.
1933 wurde die Awa Electric Railway verstaatlicht und 1935 wurden die Teilstrecken von Hikida nach Ikenotani und Yoshinari nach Sako eröffnet.
Die erhöhte Station Sako wurde 1993 in Betrieb genommen, und 1998 erlaubte eine Verbesserung der Schienen höhere Geschwindigkeiten auf der Strecke.

### Frühere abzweigende Strecken
Die Awa Electric Railway eröffnete 1923 eine 7 Kilometer lange Strecke nach Kajiyabara, welche später von der japanischen Staatsbahn übernommen wurde, als diese 1933 verstaatlicht wurde. Die Strecke wurde 1972 stillgelegt.

## Betrieb
Die gesamte Strecke wird vom Uzushio-Expresszug bedient. Es gibt zwei Hin- und Rückfahrten am Tag nach Okayama.
Zusätzlich zu den Nahverkehrszügen, die ebenfalls die ganze Strecke bedienen, gibt es Züge, die zwischen Takamatsu und Orange Town (in Sanuki), Sambommatsu und Hiketa sowie zwischen Tokushima und Itano beziehungsweise Tokushima und Hiketa verkehren. In Tokushima gibt es durchgehende Züge von und zu den Strecken Naruto und Mugi, wobei täglich ein Zug von Takamatsu über Anan nach Mugi fährt.
Seit der Elektrifizierung des Abschnitts in 2006 zwischen Takamatsu und Iyoshi auf der Yosan-Linie werden auf der Kōtoku-Linie einige der modernsten Verbrennungstriebwagen im JR-Shikoku-Streckennetz eingesetzt.

## Fahrplan
- Nahverkehrszüge halten an allen Stationen.
- Züge können an den mit „◇“ und „^“ gekennzeichneten Stationen aneinander vorbeifahren, jedoch nicht an den mit „｜“ gekennzeichneten.

| Stationsnummer | Bahnhof                 | Japanisch      | Strecke (km)       | Strecke (km) | Umsteigemöglichkeiten                                                           |       | Ort                  | Ort       |
| Stationsnummer | Bahnhof                 | Japanisch      | Zwischen Bahnhöfen | Gesamt       | Umsteigemöglichkeiten                                                           | Stadt | Präfektur            |           |
| -------------- | ----------------------- | -------------- | ------------------ | ------------ | ------------------------------------------------------------------------------- | ----- | -------------------- | --------- |
| T28            | Takamatsu               | 高松           | -                  | 0.0          | Yosan-Linie (Y00) (Seto-Ōhashi-Linie) Kotoden Kotohira-Linie (Takamatsu-Chikkō) | ∨     | Takamatsu            | Kagawa    |
| T27            | Shōwachō                | 昭和町         | 1.5                | 1.5          |                                                                                 | ｜    | Takamatsu            | Kagawa    |
| T26            | Ritsurin-Kōen-Kitaguchi | 栗林公園北口   | 1.7                | 3.2          |                                                                                 | ｜    | Takamatsu            | Kagawa    |
| T25            | Ritsurin                | 栗林           | 1.1                | 4.3          |                                                                                 | ◇     | Takamatsu            | Kagawa    |
| T24            | Kitachō                 | 木太町         | 2.4                | 6.7          |                                                                                 | ｜    | Takamatsu            | Kagawa    |
| T23            | Yashima                 | 屋島           | 2.8                | 9.5          |                                                                                 | ◇     | Takamatsu            | Kagawa    |
| T22            | Furutakamatsu-Minami    | 古高松南       | 1.3                | 10.8         |                                                                                 | ｜    | Takamatsu            | Kagawa    |
| T21            | Yakuriguchi             | 八栗口         | 1.5                | 12.3         |                                                                                 | ◇     | Takamatsu            | Kagawa    |
| T20            | Sanuki-Mure             | 讃岐牟礼       | 1.1                | 13.4         | Kotoden Shido-Linie (Yakuri-Shimmichi)                                          | ｜    | Takamatsu            | Kagawa    |
| T19            | Shido                   | 志度           | 2.9                | 16.3         | Kotoden Shido-Linie (Kotoden-Shido)                                             | ◇     | Sanuki               | Kagawa    |
| T18            | Orange Town             | オレンジタウン | 2.6                | 18.9         |                                                                                 | ◇     | Sanuki               | Kagawa    |
| T17            | Zōda                    | 造田           | 2.4                | 21.3         |                                                                                 | ◇     | Sanuki               | Kagawa    |
| T16            | Kanzaki                 | 神前           | 2.1                | 23.4         |                                                                                 | ｜    | Sanuki               | Kagawa    |
| T15            | Sanuki-Tsuda            | 讃岐津田       | 4.3                | 27.7         |                                                                                 | ◇     | Sanuki               | Kagawa    |
| T14            | Tsuruwa                 | 鶴羽           | 2.7                | 30.4         |                                                                                 | ◇     | Sanuki               | Kagawa    |
| T13            | Nibu                    | 丹生           | 4.0                | 34.4         |                                                                                 | ◇     | Higashikagawa        | Kagawa    |
| T12            | Sambommatsu             | 三本松         | 3.2                | 37.6         |                                                                                 | ◇     | Higashikagawa        | Kagawa    |
| T11            | Sanuki-Shirotori        | 讃岐白鳥       | 3.1                | 40.7         |                                                                                 | ◇     | Higashikagawa        | Kagawa    |
| T10            | Hiketa                  | 引田           | 4.4                | 45.1         |                                                                                 | ◇     | Higashikagawa        | Kagawa    |
| T09            | Sanuki-Aioi             | 讃岐相生       | 2.5                | 47.6         |                                                                                 | ◇     | Higashikagawa        | Kagawa    |
| T08            | Awa-Ōmiya               | 阿波大宮       | 5.6                | 53.2         |                                                                                 | ◇     | Itano, Bezirk Itano  | Tokushima |
| T07            | Itano                   | 板野           | 4.8                | 58.0         |                                                                                 | ◇     | Itano, Bezirk Itano  | Tokushima |
| T06            | Awa-Kawabata            | 阿波川端       | 1.8                | 59.8         |                                                                                 | ｜    | Itano, Bezirk Itano  | Tokushima |
| T05            | Bandō                   | 板東           | 2.3                | 62.1         |                                                                                 | ◇     | Naruto               | Tokushima |
| T04            | Ikenotani               | 池谷           | 2.1                | 64.2         | Naruto-Linie (N04) (manche Züge bis nach Tokushima)                             | ◇     | Naruto               | Tokushima |
| T03            | Shōzui                  | 勝瑞           | 2.7                | 66.9         |                                                                                 | ◇     | Aizumi, Bezirk Itano | Tokushima |
| T02            | Yoshinari               | 吉成           | 1.3                | 68.2         |                                                                                 | ◇     | Tokushima            | Tokushima |
| T01            | Sako                    | 佐古           | 4.9                | 73.1         | Tokushima-Linie (B01) (Alle Züge bis nach Tokushima)                            | ◇     | Tokushima            | Tokushima |
| T00            | Tokushima               | 徳島           | 1.4                | 74.5         | Mugi-Linie (M00)                                                                | ◇     | Tokushima            | Tokushima |